# Моншален, Амели де
Амели́ де Моншале́н (фр. Amélie de Montchalin), урождённая Боммье́ (фр. Bommier; род. 19 июня 1985, Лион) — французский политик, член партии «Вперёд, Республика!», министр государственной службы (2020—2022), министр экологических преобразований и развития территорий (2022).

## Биография
Семья матери Амели Боммье более ста лет занимается молочным животноводством, её дед по матери возглавлял региональное объединение животноводов, её дядя, тётя и двоюродные братья работают на семейной ферме площадью 200 гектаров, на которых содержатся около 300 молочных коров и имеется производство йогурта. Сама Амели окончила парижскую Школу высших коммерческих исследований (HEC), изучала экономику в Университете Париж-Дофин и историю в Университете Париж-Сорбонна, получила степень магистра в гарвардской Школе управления имени Джона Ф. Кеннеди. Работала экономистом по зоне евро в BNP Paribas.
Продолжила профессиональную карьеру в Чили, работая в отделении французской страховой компании AXA, затем занималась политической аналитикой в Европейской комиссии. В период финансового кризиса с 2009 по 2012 год работала младшим экономистом на европейском направлении в инвестиционной компании Exane, а с 2014 по 2017 год вернулась в AXA и заняла должность директора по публичной политике. В 2016 году вступила в партию «Вперёд, Республика!».

### Политическая карьера
В 2007 году, окончив школу Высших коммерческих исследований, проходила стажировку в аппарате министра высшего образования и научных исследований Валери Пекресс и участвовала в её очередной кампании по выборам в Национальное собрание.
18 июня 2017 года во втором туре парламентских выборов Амели де Моншален одержала триумфальную победу в 6-м избирательном округе департамента Эсон с результатом 61,3 % (в первом туре за неё проголосовали 38,8 % избирателей, а за сильнейшую из её соперников Франсуазу Куассе от СДН — 13,73 %).

### Должности в правительствах
31 марта 2019 года назначена государственным секретарём по европейским делам во втором правительстве Филиппа.
6 июля 2020 года получила портфель министра государственной службы при формировании правительства Кастекса.
В 2021 году на региональных выборах в области Иль-де-Франс значилась под вторым номером в списках партии «Вперёд, Республика!» в департаментах Валь-д’Уаз и Эсонн, но набрала соответственно 8,88 % и 9,44 % голосов, которых хватило для получения мандата депутата регионального совета (в целом президентская партия выборы проиграла, оставив регион под контролем Республиканцев).
20 мая 2022 года назначена министром экологических преобразований и развития территорий в правительстве Элизабет Борн.
19 июня 2022 года проиграла парламентские выборы в своём округе кандидату левого блока Жерому Геджу с результатом 46,64 %.
4 июля 2022 года было сформировано второе правительство Борн, в котором Амели де Моншален не получила никакого назначения.

### Вне правительства (2022—2024)
23 ноября 2022 года назначена постоянным представителем Франции при ОЭСР.

### Возвращение к работе в правительстве
23 декабря 2024 года при формировании правительства Байру назначена ответственным министром общественных счетов при министре экономики, финансов, промышленного и цифрового суверенитета.

## Личная жизнь
7 марта 2009 года Амели Боммье вышла замуж за Гийома де Моншалена, в их семье трое детей. Гийом де Моншален — представитель аристократического рода, занимается бизнесом. Входит в руководство компании Consumer and Marketing Sales & Pricing, принадлежащей Boston Consulting Group.

## Награды
- Орден Почёта (1 марта 2023 года, Молдавия) — в знак глубокой признательности за вклад, внесённый в укрепление молдо-французских отношений дружбы и успешного сотрудничества, поддержку европейского пути и модернизацию Республики Молдова, а также за продвижение интересов нашей страны в рамках институтов Европейского Союза[19].